# Carlo Gastini
Carlo Gastini (nascido como Carlo Giovanni Antonio Gastini) foi um encadernador, professor, ator e poeta italiano. Arte e literatura eram suas formas de engajamento. E o associacionismo canalizou seu ativismo. É conhecido por ser o fundador dos Ex-Alunos de Dom Bosco.

## Biografia
Foi chefe da encadernação da Editora Salesiana, uma das mais antigas da Itália, até a aposentadoria. Mais de duzentas obras saíram de suas mãos. Como resultado de seu prestígio, a Editora Salesiana foi convidada para a Exposição Universal de Barcelona de 1888, bem como para outras internacionais em Bruxelas (1888), Colônia (1889) e Edimburgo (1890).
Como poeta, foi autor de inúmeros poemas, diálogos e discursos. Seu ponto de partida sempre foi a vida cotidiana. Sua poesia era simples e cotidiana, com algumas metáforas, cheia de esperança, apelando ao sentimento mais do que ao intelecto. Ele também escreveu 39 peças e 15 musicais.
No agradecimento a São João Bosco pela educação recebida, em 1870, fundou os Ex-Alunos de Dom Bosco, hoje presentes em mais de cem países com quase 120.000 membros. Em países de língua portuguesa, o Hall da Fama dos Ex-alunos de Dom Bosco é formado, entre muitos outros, por Carlos Filipe Ximenes Belo, Fernando Caló, Toquinho, Manuel Correia de Jesus, Oscar Schmidt e Igrejas Caeiro. O português Antônio G. Pires, gestor e professor universitário, foi o sétimo presidente da Confederação Mundial dos Ex-Alunos de Dom Bosco.
A filha de Carlo, Felisa Gastini, fundou a Associação de Alumnae das Filhas de Maria Auxiliadora. E sua neta Rosa Gastini, ao se aposentar no SEI, foi homenageada com a mais alta condecoração civil italiana: Ordem de Mérito do Trabalho. O artista plástico Marco Gastini e a atriz Marta Gastini são seus descendentes.